# Rudolf Schoeller
Pour les articles homonymes, voir Schoeller.
Rudolf Schoeller, né le 27 avril 1902 à Düren (Allemagne) et mort le 7 mars 1978 à Grabs, est un pilote suisse de course automobile. Il a notamment participé à une épreuve du championnat du monde des conducteurs, en 1952, au volant d'une Ferrari.